# Pokrajina Vibo Valentia
Pokrajina Vibo Valentia (v italijanskem izvirniku Provincia di Vibo Valentia [provìnča di vìbo valèncja]) je ena od petih pokrajin, ki sestavljajo italijansko deželo Kalabrija. Meji na severu s Tirenskim morjem in pokrajino Catanzaro, na vzhodu s pokrajino Catanzaro, na jugu s pokrajino Reggio Calabria in na zahodu s Tirenskim morjem.

## Večje občine
Glavno mesto je Vibo Valentia, ostale večje občine so (podatki 31.12.2007):
| Občina          | Prebivalcev |
| --------------- | ----------- |
| Vibo Valentia   | 40.706      |
| Pizzo           | 19.215      |
| Mileto          | 7.157       |
| Serra San Bruno | 7.041       |
| Tropea          | 6.843       |
| Nicotera        | 6.778       |

## Naravne zanimivosti
V kraju Piedigrotta v občini Pizzo se nahaja zanimiva cerkev, ki naj bi jo po legendi ustvarili v šestem stoletju brodolomci, ki so se hoteli na ta način zahvaliti Materi božji za rešitev. Cerkev je namreč izdolbena v pobočje iz tufa, ki se dviga nedaleč od obale. Sestoji iz centralne ladje in šestih stranskih kapel. Vse so bogato opremljene s freskami in kipi, ki so prav tako izdelani na mestu samem iz tufa. Posebnost cerkve je, da ni nobene žalostne ali tragične podobe v njej, manjka celo križev pot in nikjer ni upodobljen Križani. Vzdušje miru in mistike je poudarjeno, ko posijejo v notranjost (skozi "okna") sončni žarki, ki ob različnih urah osvetlijo različne figure. Ker je pa tuf izredno mehak material, so najstarejše podobe v cerkvi že močno poškodovane in nekateri reljefi sploh niso več razpoznavni.
Seznam zaščitenih področij v pokrajini:
- Naravni rezervat Cropani - Micone (Riserva naturale Cropani - Micone)
- Naravni rezervat Marchesale (Riserva naturale Marchesale)

## Zgodovinske zanimivosti
Pokrajina se imenuje po glavnem mestu, ki je v teku stoletij večkrat menjalo ime. Najstarejši prebivalci (Ausoni ali Enotri) so ga imenovali Veip. Grki, ki so se tod naselili v sedmem stoletju pr. n. št., so mu dali ime Hipponion, kar je ostalo do prihoda rimskih zavojevalcev, ki so tu leta 192 pr. n. št. ustanovili kolonijo. Ta se je takoj močno razvila in že po enem stoletju (89 pr. n. št.) je postala municipium z oblastjo nad obsežnim ozemljem. Rimljani so ga poimenovali Vibona ali Vibo in zaradi njegove strateške pomembnosti so mu priznavali vzdevek Valentia (= veljavnost, vplivnost). V desetem stoletju so turški vpadi razdejali pristanišče in njegovo zaledje, s čimer je bilo mesto uničeno. Obnovil ga je Friderik II. in mu dal novo ime, Monteleone, ki je ostalo do leta 1927, ko je bilo določeno današnje ime, a z latinsko izgovorjavo valèncja namesto italijanske valèntia.